# سی و ششمین دوره جوایز بفتا
 سی و ششمین دوره جوایز بفتا (به انگلیسی: 36st British Academy Film Awards) در سال ۱۹۸۳ به افتخار فیلم ۱۹۸۲ در لندن برگزار شد .

## جوایز و نامزدها
| ۱۹۸۲ 36th | بهترین بازیگر نقش اول مرد |            |                |                   |
| ۱۹۸۲ 36th | بهترین بازیگر نقش اول مرد | بن کینگزلی | گاندی          | ماهاتما گاندی     |
| ۱۹۸۲ 36th | بهترین بازیگر نقش اول مرد | وارن بیتی  | سرخ‌ها          | John Reed         |
| ۱۹۸۲ 36th | بهترین بازیگر نقش اول مرد | آلبرت فینی | Shoot the Moon | George Dunlap     |
| ۱۹۸۲ 36th | بهترین بازیگر نقش اول مرد | هنری فوندا | در برکه طلایی  | Norman Thayer Jr. |
| ۱۹۸۲ 36th | بهترین بازیگر نقش اول مرد | جک لمون    | گمشده          | Ed Horman         |

- بهترین بازیگر نقش اول زن  کاترین هپبورن
- بهترین بازیگر نقش مکمل مرد  جک نیکلسون
- بهترین بازیگر نقش مکمل زن - به صورت مشترک  Rohini Hattangadi
- بهترین بازیگر نقش مکمل زن - به صورت مشترک  مورین استیپلتون
- بهترین کارگردان 'ریچارد اتنبرا' برای فیلم گاندی
- بهترین فیلم گاندی
- جایزه بفتای بهترین فیلمنامه گم‌شده